# Дом Маркушиной
Дом почётной гражда́нки Е. П. Марку́шиной (Дом Маркушиной) — деревянное одноэтажное здание конца XIX века со стилевыми элементами модерна. Находится в Сызрани на Советской улице, дом 87. Объект культурного наследия народов России регионального значения.

## История
По сохранившимся архивам дореволюционных раскладок земского сбора хозяйкой дома являлась почётная гражданка Екатерина Петровна Маркушина. Учитывая правила введения в это сословие и иные сохранившиеся документы, она вероятнее всего не получила своё звание, а унаследовала от одного из её предков.
Из графы «Бывшие хозяева» в списке национализированных и муниципализированных зданий за 1919—1925 годы понятно, что Екатерина Петровна, как и многие зажиточные сызранцы, была вынуждена оставить всё своё имущество и выехать в неизвестном направлении.
После революции в национализированном доме был организован клуб коммунистов-латышей. Об этом и сейчас напоминает табличка на стене: «В этом здании в 1919—1920 гг. размещался клуб коммунистов-латышей».
Во время Великой Отечественной войны в здании размещалась фельдшерско-акушерская школа, а в 1946-м была санитарно-бактериологическая лаборатория. Затем там долгое время находился спортивно-технический клуб ДОСААФ. С 1990-х в доме работает частное рекламное агентство.